# 추플렉스
추플렉스(본명: 이상철(李尙哲), 1982년 1월 13일 ~ )는 대한민국의 가수로, 힙합 그룹 마이티 마우스의 래퍼를 맡고 있다.

## 학력
- 경문고등학교 (졸업)
- 고려대학교 세종캠퍼스 사회체육학과, 언론학 (학사)
- 고려대학교 언론대학원 방송영상학과 (수료)

## 참여 작품

### 출연작

#### 방송
- 《출발드림팀 시즌 2》
- 《음악퀴즈쇼 음밥》

#### 드라마
- 2012년 SBS 《아름다운 그대에게》 - 근육질 덩치남 역 (특별출연)

#### 라디오
- 힙합플레이야 DJ

#### 모델
- 프로농구 대구 오리온스 홍보대사 (2009년)[1]
- 수제 슈퍼카 〈스피라〉(상추, 2010년)

#### 뮤직비디오
- 주석 - Neva Lose (Feat. 상추) (상추 출연)
- 신지 - 해뜰날 (Feat. 마이티 마우스)
- 견미리 - 행복한 여자
- 미나 - Doh Doh (도도) (상추 출연)
- Cry With Us (함께 울어요)
- 홀로 크리스마스
- 사랑해
- 에너지
- 패밀리
- 웃어

## 수상
- 2009년 2월 12일 제18회 하이원 서울가요대상 신인상